# Campionati europei di atletica leggera indoor 1988 - Salto in lungo femminile
La gara del salto in lungo femminile si è tenuta il 5 marzo 1988 presso lo Sportcsarnok di Budapest.

## Risultati

### Finale
| Record mondiale       | Heike Drechsler | 7,37 m | Vienna | 13 febbraio 1988 |
| Record dei Campionati | Heike Drechsler | 7,18 m | Madrid | 22 febbraio 1986 |
| Capolista stagionale  | Heike Drechsler | 7,37 m | Vienna | 13 febbraio 1988 |

Sabato 5 marzo 1988.
| Pos     | Atleta              | Nazionalità      | 1ª prova | 2ª prova | 3ª prova | 4ª prova | 5ª prova | 6ª prova | Risultato |
| ------- | ------------------- | ---------------- | -------- | -------- | -------- | -------- | -------- | -------- | --------- |
| Oro     | Heike Drechsler     | Germania Est     | -        | -        | -        | -        | -        | -        | 7,30 m    |
| Argento | Galina Čistjakova   | Unione Sovietica | -        | -        | -        | -        | -        | -        | 7,24 m    |
| Bronzo  | Jolanta Bartczak    | Polonia          | -        | -        | -        | -        | -        | -        | 6,62 m    |
| 4       | Antonella Capriotti | Italia           | -        | -        | -        | -        | -        | -        | 6,58 m    |
| 5       | Yelena Kokonova     | Unione Sovietica | -        | -        | -        | -        | -        | -        | 6,55 m    |
| 6       | Ringa Ropo          | Finlandia        | -        | -        | -        | -        | -        | -        | 6,54 m    |
| 7       | Sofiya Bozhanova    | Bulgaria         | -        | -        | -        | -        | -        | -        | 6,51 m    |
| 8       | Silvia Khristova    | Bulgaria         | -        | -        | -        | -        | -        | -        | 6,50 m    |
| 9       | Edine Van Heezik    | Paesi Bassi      | -        | -        | -        |          |          |          | 6,44 m    |
| 10      | Marieta Ilcu        | Romania          | -        | -        | -        |          |          |          | 6,37 m    |
| 11      | Lene Demisitz       | Danimarca        | -        | -        | -        |          |          |          | 6,23 m    |
| 12      | Sandra Myers        | Spagna           | -        | -        | -        |          |          |          | 6,12 m    |
| 13      | Erika Senczi        | Ungheria         | -        | -        | -        |          |          |          | 5,98 m    |
| 14      | Zsusza Vanyek       | Ungheria         | -        | -        | -        |          |          |          | 5,88 m    |

### Classifica finale
Sabato 5 marzo 1988
| Pos.    | Atleta              | Età | Nazione          | Misura | Note                  |
| ------- | ------------------- | --- | ---------------- | ------ | --------------------- |
| Oro     | Heike Drechsler     | 23  | Germania Est     | 7,30 m | Record dei campionati |
| Argento | Galina Čistjakova   | 25  | Unione Sovietica | 7,24 m |                       |
| Bronzo  | Jolanta Bartczak    | 23  | Polonia          | 6,62 m |                       |
| 4       | Antonella Capriotti | 26  | Italia           | 6,58 m |                       |
| 5       | Yelena Kokonova     | 24  | Unione Sovietica | 6,55 m |                       |
| 6       | Ringa Ropo          | 22  | Finlandia        | 6,54 m |                       |
| 7       | Sofiya Bozhanova    | 20  | Bulgaria         | 6,51 m |                       |
| 8       | Silvia Khristova    | 22  | Bulgaria         | 6,50 m |                       |
| 9       | Edine Van Heezik    | 27  | Paesi Bassi      | 6,44 m |                       |
| 10      | Marieta Ilcu        | 25  | Romania          | 6,37 m |                       |
| 11      | Lene Demsitz        | 28  | Danimarca        | 6,23 m |                       |
| 12      | Sandra Myers        | 27  | Spagna           | 6,12 m |                       |
| 13      | Erika Senczi        | 25  | Ungheria         | 5,98 m |                       |
| 14      | Zsusza Vanyek       | 28  | Ungheria         | 5,88 m |                       |